# 樫保温泉駅
座標: 北緯48度23分8秒 東経142度41分0秒 / 北緯48.38556度 東経142.68333度
樫保温泉駅（かしほおんせんえき）は、かつて樺太元泊郡元泊村に存在した樺太鉄道の駅である。

## 歴史
- 1937年（昭和12年）4月16日：樺太鉄道の駅として開業。
- 1941年（昭和16年）4月1日：樺太鉄道の国有化と同時に廃止[1]。

## 隣の駅
樺太鉄道
樺太鉄道線
樫保駅 - 樫保温泉駅 - 北樫保駅